# Кінь Грофецький
Кінь Грофе́цький — гора заввишки 1552 м, що входить у масив Грофи-Попаді (Західні Горгани) та розташована на території Калуського району Івано-Франківської області.

## Загальна інформація
Гора на півночі завершує «півколо» гірської системи Кінь Грофецький — Грофа — Паренки — Попадя — Коретвина — Петрос Горганський — Студенець. Вершина гори покрита кам'яними осипами. Північно-східний схил гори стрімкий, на південному заході масив гори з'єднується перемичкою з Грофою, північно-західний ріг масиву спускається до г. Менчіл (1330 м), а звідти до урочища Кругла.

## Шляхи
Маркованих стежок на вершину на даний момент немає, однак до самої вершини ведуть дві чіткі немарковані стежки: перша — з перемички з Грофою (дістатися до неї можна з ур. Кругла (червоне маркування), з г. Грофа (червоне маркування), пол. Плісце (синє маркування) та з долини р. Котелець (синє маркування)), друга — безпосередньо з підходу, що піднімається з долини р. Котелець до грофецького райсштока (синє маркування).